# Tianhe
Tianhe léase Tián-Jé (en chino:天河区, pinyin:Tiānhé qū) es una ciudad-distrito  bajo la administración directa de la ciudad-subprovincia de Guangzhou. Se ubica en las orillas del río Zhujiang , tributario del Río Perla en la Provincia de Cantón, República Popular China. Su área es de 141 km² y su población es de 645 453 habitantes. Es el distrito financiero de la ciudad de Cantón.
La historia de Tianhe:
Durante la dinastía Song del Norte (960 A.D-A.D 1127.) Y la dinastía Song del Sur (1127 dC -. A.D 1279), la región de Tianhe fue llamado Da feng xu (significa literalmente la ciudad del río grande)

## Administración
El distrito de  Tianhe se divide en 21 subdistritos.
| Nombre    | Chino      | Pinyin           | Cantones              |
| --------- | ---------- | ---------------- | --------------------- |
| Tianyuan  | 天园街道   | Tiānyuán Jiēdào  | tin1 yun4 gai1 dou6   |
| Wushan    | 五山街道   | Wǔshān Jiēdào    | ng5 san1 gai1 dou6    |
| Yuancun   | 员村街道   | Yuáncūn Jiēdào   | yun4 qun1 gai1 dou6   |
| Chebei    | 车陂街道   | Chēbēi Jiēdào    | cé1 béi1 gai1 dou6    |
| Shahe     | 沙河街道   | Shāhé Jiēdào     | sa1 ho4 gai1 dou6     |
| Shipai    | 石牌街道   | Shípái Jiēdào    | ség6 pai4 gai1 dou6   |
| Xinghua   | 兴华街道   | Xìnghuá Jiēdào   | hing1 wai4 gai1 dou6  |
| Shadong   | 沙东街道   | Shādōng Jiēdào   | sa1 dung1 gai1 dou6   |
| Linhe     | 林和街道   | Línhé Jiēdào     | lem4 wo4 gai1 dou6    |
| Tangxia   | 棠下街道   | Tángxià Jiēdào   | tong4 ha6 gai1 dou6   |
| Liede     | 猎德街道   | Lièdé Jiēdào     | lib6 deg1 gai1 dou6   |
| Xiancun   | 冼村街道   | Xiǎncūn Jiēdào   | xin2 qun1 gai1 dou6   |
| Yuangang  | 元岗街道   | Yuángǎng Jiēdào  | yun4 gong1 gai1 dou6  |
| Tianhenan | 天河南街道 | Tiānhénán Jiēdào | tin6 ho4 gai1 dou6    |
| Huangcun  | 黄村街道   | Huángcūn Jiēdào  | wong4 qun1 gai1 dou6  |
| Longdong  | 龙洞街道   | Lóngdòng Jiēdào  | lung4 dung6 gai1 dou6 |
| Changxing | 长兴街道   | Zhǎngxìng Jiēdào | cêng4 hing1 gai1 dou6 |
| Fenghuang | 凤凰街道   | Fènghuáng Jiēdào | fung6 wong4 gai1 dou6 |
| Qianjin   | 前进街道   | Qiánjìn Jiēdào   | qin4 zên3 gai1 dou6   |
| Zhuji     | 珠吉街道   | Zhūjí Jiēdào     | ju1 ged1 gai1 dou6    |
| Xintang   | 新塘街道   | Xīntáng Jiēdào   | sen1 tong4 gai1 dou6  |

## Historia
Tianhe se convirtió en distrito en la década de 1980 cuando la ciudad se expandió en tamaño. En aquel entonces, estaba al este de otro distrito llamado Dongshan (que se fusionó con Yuexiu en 2005) y fue más como subdistrito. A pesar de que la mayoría de los colegios y universidades de la ciudad se encuentra en el distrito, el resto del distrito se compone sobre todo de campos de arroz.

## Clima
| Parámetros climáticos promedio de Tianhe (1971–2000) | Parámetros climáticos promedio de Tianhe (1971–2000) | Parámetros climáticos promedio de Tianhe (1971–2000) | Parámetros climáticos promedio de Tianhe (1971–2000) | Parámetros climáticos promedio de Tianhe (1971–2000) | Parámetros climáticos promedio de Tianhe (1971–2000) | Parámetros climáticos promedio de Tianhe (1971–2000) | Parámetros climáticos promedio de Tianhe (1971–2000) | Parámetros climáticos promedio de Tianhe (1971–2000) | Parámetros climáticos promedio de Tianhe (1971–2000) | Parámetros climáticos promedio de Tianhe (1971–2000) | Parámetros climáticos promedio de Tianhe (1971–2000) | Parámetros climáticos promedio de Tianhe (1971–2000) | Parámetros climáticos promedio de Tianhe (1971–2000) |
| Mes                                                  | Ene.                                                 | Feb.                                                 | Mar.                                                 | Abr.                                                 | May.                                                 | Jun.                                                 | Jul.                                                 | Ago.                                                 | Sep.                                                 | Oct.                                                 | Nov.                                                 | Dic.                                                 | Anual                                                |
| ---------------------------------------------------- | ---------------------------------------------------- | ---------------------------------------------------- | ---------------------------------------------------- | ---------------------------------------------------- | ---------------------------------------------------- | ---------------------------------------------------- | ---------------------------------------------------- | ---------------------------------------------------- | ---------------------------------------------------- | ---------------------------------------------------- | ---------------------------------------------------- | ---------------------------------------------------- | ---------------------------------------------------- |
| Temp. máx. media (°C)                                | 18.3                                                 | 18.5                                                 | 21.6                                                 | 25.7                                                 | 29.3                                                 | 31.5                                                 | 32.8                                                 | 32.7                                                 | 31.5                                                 | 28.8                                                 | 24.5                                                 | 20.6                                                 | 26.3                                                 |
| Temp. mín. media (°C)                                | 10.3                                                 | 11.7                                                 | 15.2                                                 | 19.5                                                 | 22.7                                                 | 24.8                                                 | 25.5                                                 | 25.4                                                 | 24.0                                                 | 20.8                                                 | 15.9                                                 | 11.5                                                 | 18.9                                                 |
| Lluvias (mm)                                         | 40.9                                                 | 69.4                                                 | 84.7                                                 | 201.2                                                | 283.7                                                | 276.2                                                | 232.5                                                | 227.0                                                | 166.2                                                | 87.3                                                 | 35.4                                                 | 31.6                                                 | 1736.1                                               |
| Días de lluvias (≥ 0.1 mm)                           | 7.5                                                  | 11.2                                                 | 15.0                                                 | 16.3                                                 | 18.3                                                 | 18.2                                                 | 15.9                                                 | 16.8                                                 | 12.5                                                 | 7.1                                                  | 5.5                                                  | 4.9                                                  | 149.2                                                |
| Horas de sol                                         | 118.5                                                | 71.6                                                 | 62.4                                                 | 65.1                                                 | 104.0                                                | 140.2                                                | 202.0                                                | 173.5                                                | 170.2                                                | 181.8                                                | 172.7                                                | 166.0                                                | 1628.0                                               |
| Humedad relativa (%)                                 | 72                                                   | 78                                                   | 82                                                   | 84                                                   | 84                                                   | 84                                                   | 82                                                   | 82                                                   | 78                                                   | 72                                                   | 66                                                   | 66                                                   | 77.5                                                 |
| Fuente: China Meteorological Administration          |                                                      |                                                      |                                                      |                                                      |                                                      |                                                      |                                                      |                                                      |                                                      |                                                      |                                                      |                                                      |                                                      |

## Estructuras
véase:
- CITIC Plaza.
- Pearl River Tower.
- Guangzhou International Finance Center.

## Tal vez te interese
Tianhe-I una supercomputadora ubicada Tianjin.